# St.-Sebastians-Kirche (Hatzum)

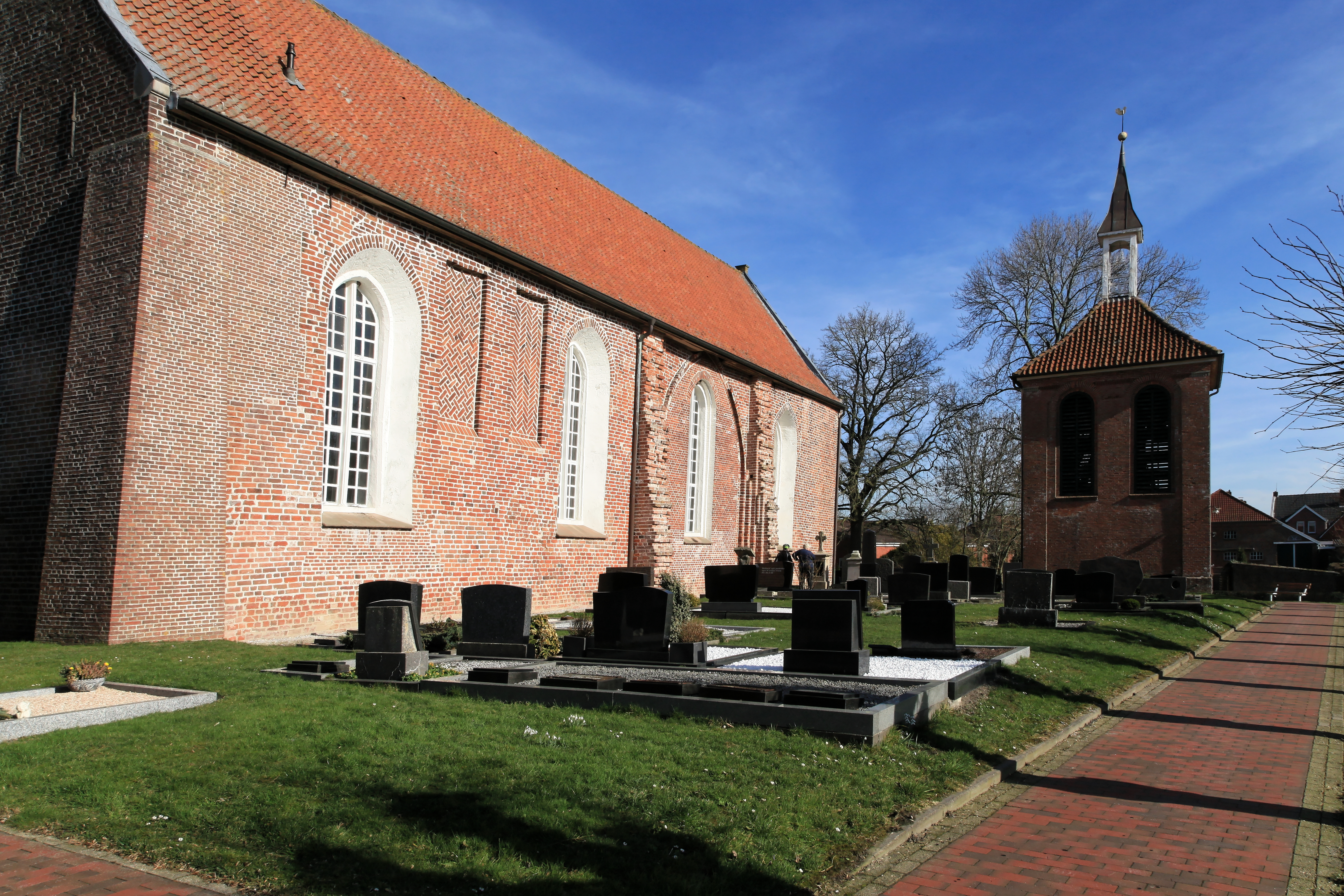
Südseite der Kirche und Glockenturm

Die evangelisch-reformierte St.-Sebastians-Kirche befindet sich in Hatzum, einem Ortsteil der Gemeinde Jemgum im Rheiderland, im südwestlichen Ostfriesland. Die Kirche wurde Ende des 13. Jahrhunderts als Kreuzkirche erbaut, verlor im 17. Jahrhundert aber ihr Querschiff.

## Geschichte

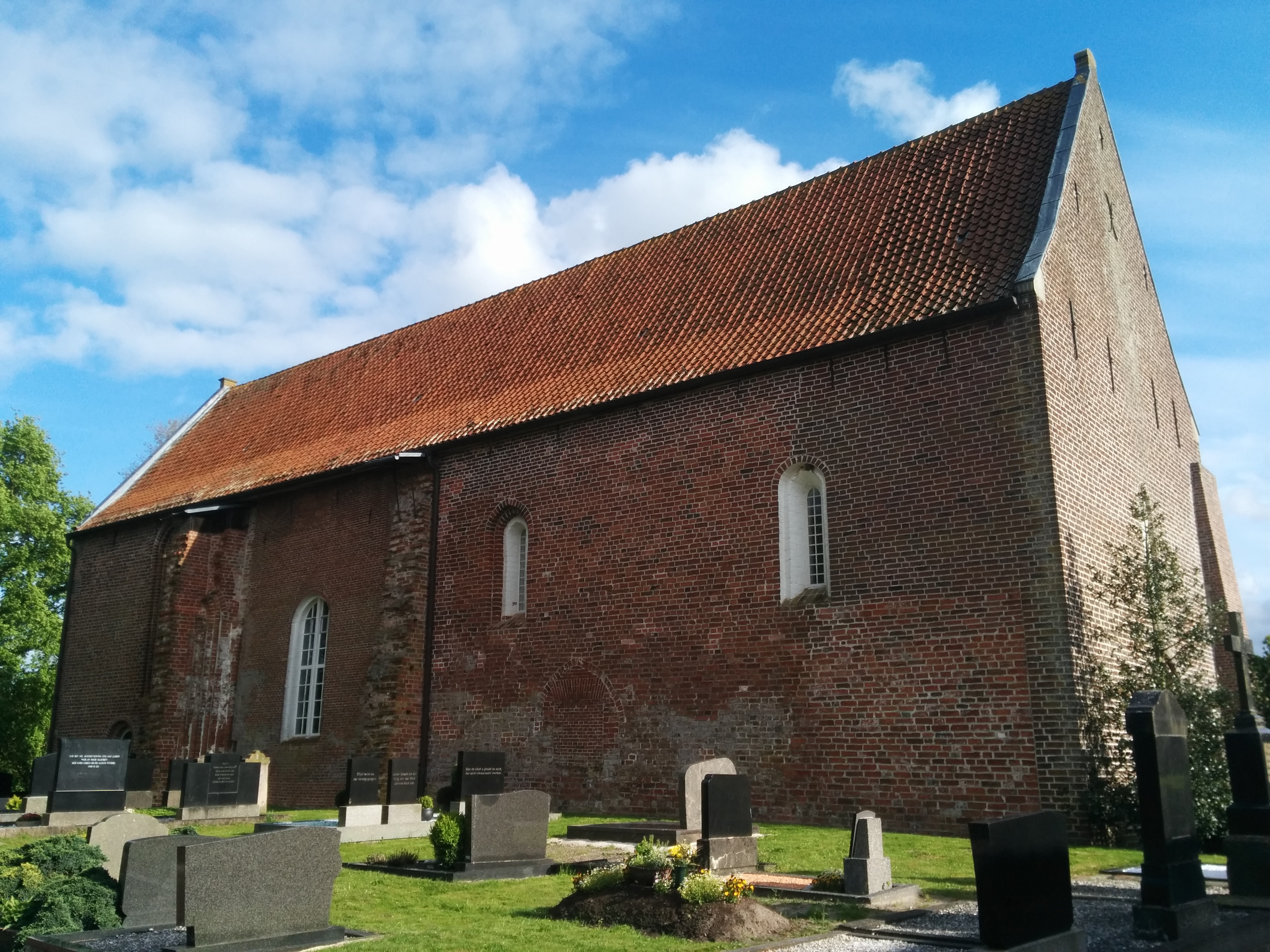
Nordwand: Fenster am Langhaus, außen eines spitz und eines rund, innen beide spitz, darunter zugemauertes Spitzbogenportal, links davon der zugemauerte Ansatz des Querschiffs

Im Mittelalter war Hatzum zwei Jahrhunderte (1270–1467) Sitz einer Propstei im Bistum Münster. Errichtet wurde die Kirche wahrscheinlich gegen Ende des 13. Jahrhunderts. Sie war dem hl. Sebastian geweiht, der als Schutzpatron diente. In der Reformationszeit wechselte die Kirchengemeinde zum reformierten Bekenntnis, behielt aber bemerkenswerterweise den Namen des Schutzpatrons bei.
Infolge eines Umbaus im 17. Jahrhundert, vermutlich 1675, verlor die Kirche ihre Seitenarme und wurde in eine rechteckige Saalkirche umgebaut. In diesem Zuge wurden wohl auch die Gewölbe durch eine flache Holzdecke ersetzt. Die Ostwand und der angrenzende Teil der Nordwand wurden erneuert. 1962 mussten auch die Westwand saniert und das Fenster erneuert werden.
Der frei stehende Glockenturm im Südosten wurde 1850 von Marten Bruns Schmidt aus Ditzum erbaut, der auch den ähnlichen Turm der Ditzumer Kirche errichtete. Ob vor diesem Turm bereits ein Glockenturm bestand, ist unklar. Möglicherweise gab es nur einen kleinen Dachreiter mit Glocke.
Nachdem im Frühjahr 1945 die Kirche stark unter dem Artilleriebeschuss gelitten hatte und das Dach teils zerstört war, konnte die Kirche erst 1954 wieder in Gebrauch genommen werden. Im Jahr 2004 erfolgte eine Innenrenovierung.

## Baubeschreibung

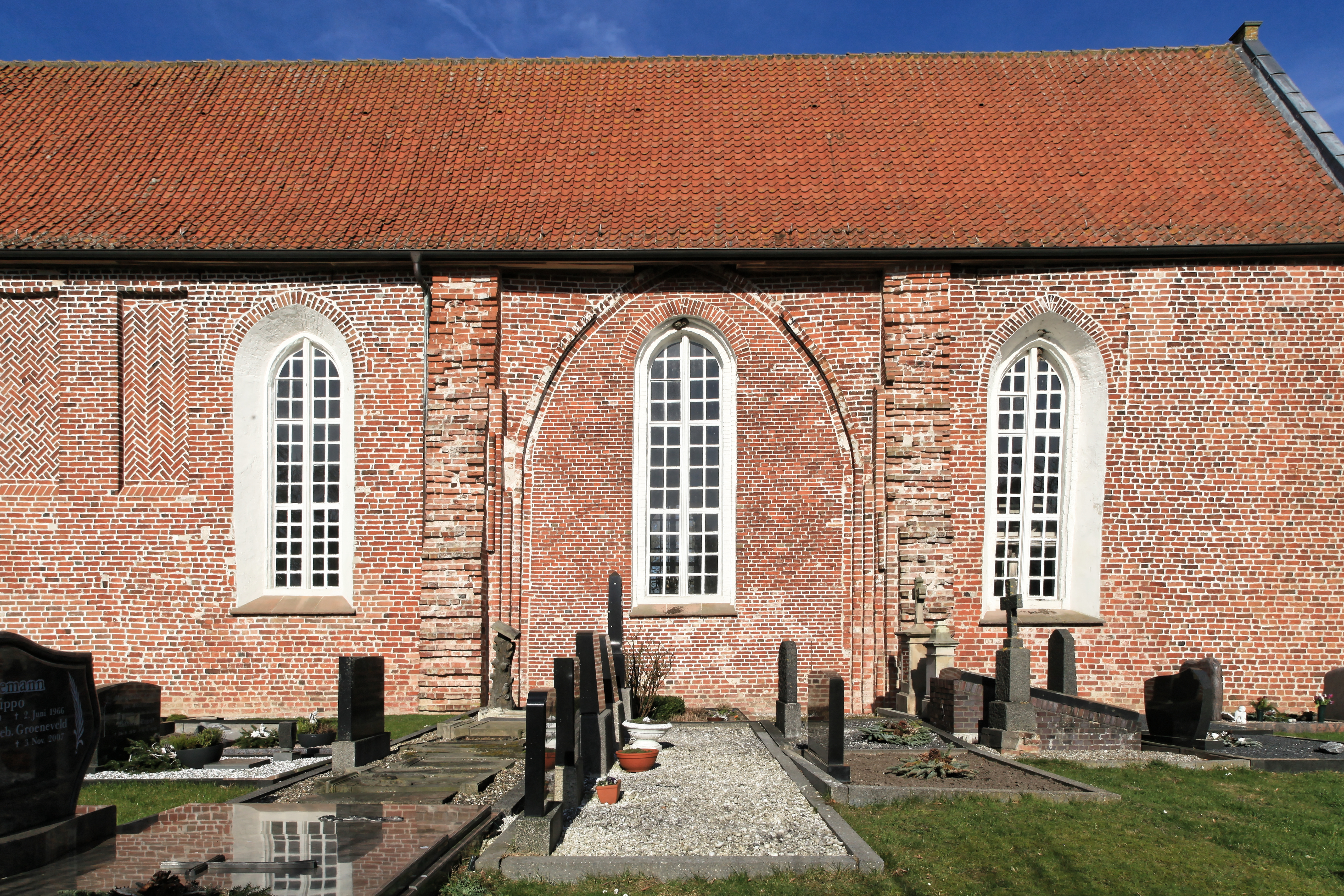
Maueransätze des südlichen Querschiffs

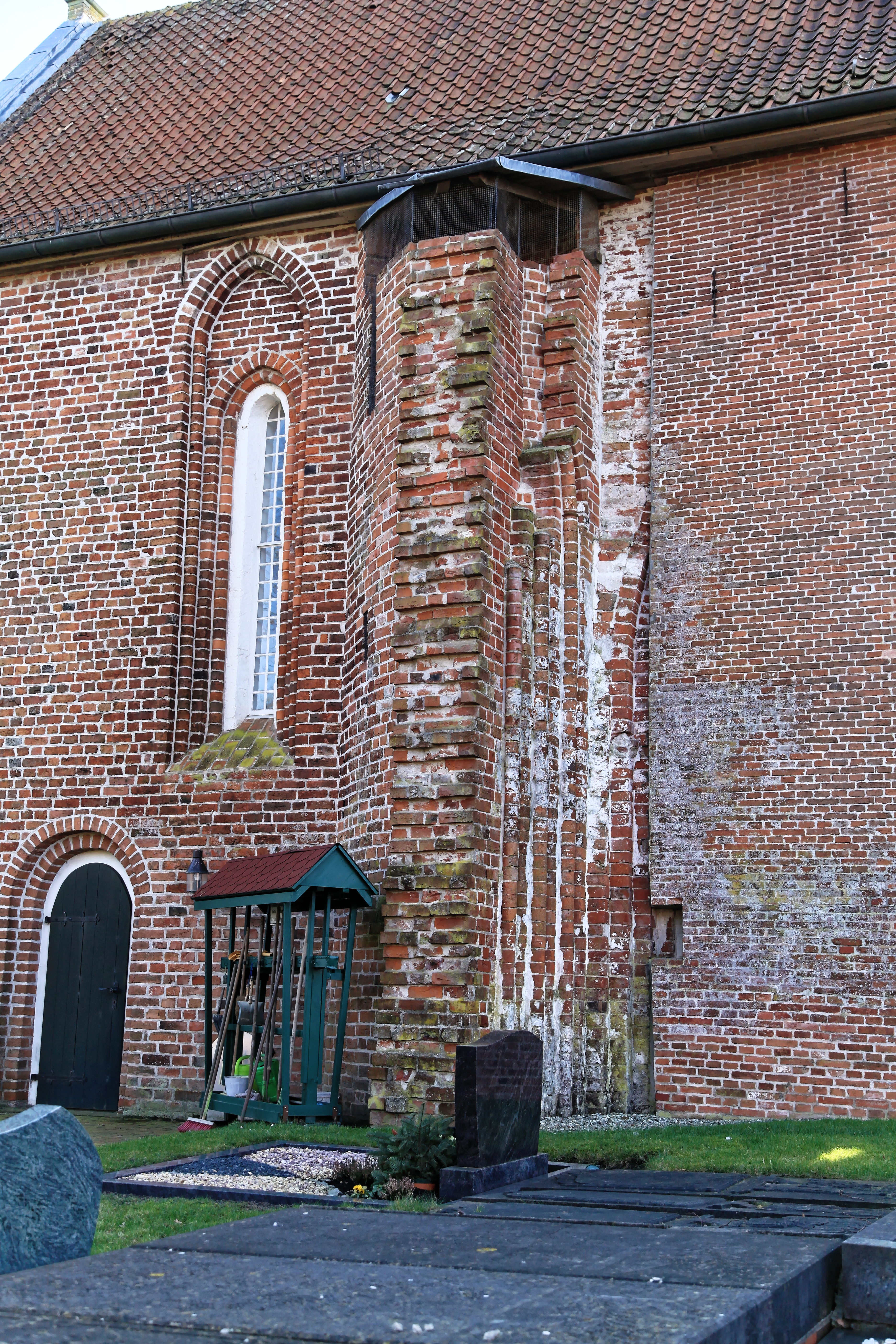
Nordwand des Chors: Rundbogenportal, Spitzbogenfenster, Treppenturm im Rest der Querschiffswand

Der romano-gotische Übergangsstil der Kreuzkirche ist unter anderem an zwei hochrechteckigen Blendfenstern an der Südwand erkennbar. Das linke weist kreuzweise ausgeführtes Flechtwerk, das rechte ein Fischgrätmuster auf. Noch deutlicher ist die Situation an der Nordseite, hier gibt es abgesehen von dem Fenster im zugemauerten Ansatz des Querschiffs ein Rundbogenportal und ein zugemauertes Spitzbogenportal, zwei Spitzbogenfenster, sowie als westlichstes ein Fenster, dessen Öffnung in der äußersten Mauerschicht einen Rundbogen aufweist, weiter innen aber einen spitzbogigen Abschluss hat. Die beiden kleinen Fenster im westlichen Teil der Nordwand waren vor der Restaurierung von 2002 zugemauert, weiße Sprossen und der schwarze Kirchblick als optische Täuschung aufgemalt. Im Rest der östlichen Querschiffswand zeigt die ehemalige Innenseite eine sehr schlanke spitzbogige Blendarkade.
An den Langseiten ragen noch die Maueransätze der ehemaligen Querschiffsarme schroff heraus, ohne dass man bemüht war, die Mauern wieder zu glätten. Reste der Stufenpfeiler sind an der Südseite erhalten. An der Nordseite kann durch eine kleine Rechtecktür der runde Treppenturm bestiegen werden, der ursprünglich auf das nördliche Seitenschiff führte.
Auf das ursprüngliche achtrippige Gewölbe weisen noch Vierungspfeiler, Schildbögen und Mauerverstärkungen hin. Unten an den Chorwänden sind noch Reste der Rundbogen-Arkatur sichtbar. Die vier großen, leicht spitzbogigen Fenster der Südseite ähneln denen, die bei vielen friesischen Kirchen durch nachträgliche Vergrößerung kleiner alter Fenster geschaffen wurden.
Die westliche Wand ist wie der östliche Teil der Bunder Kirche zweischalig gebaut und wird an der Innenwand durch fünf Spitzbogen-Durchbrüche gegliedert, von den die vier äußeren schmaler sind und nur das etwas größere in der Mitte ein echtes Fenster durch die Doppelwand bildet.

## Ausstattung

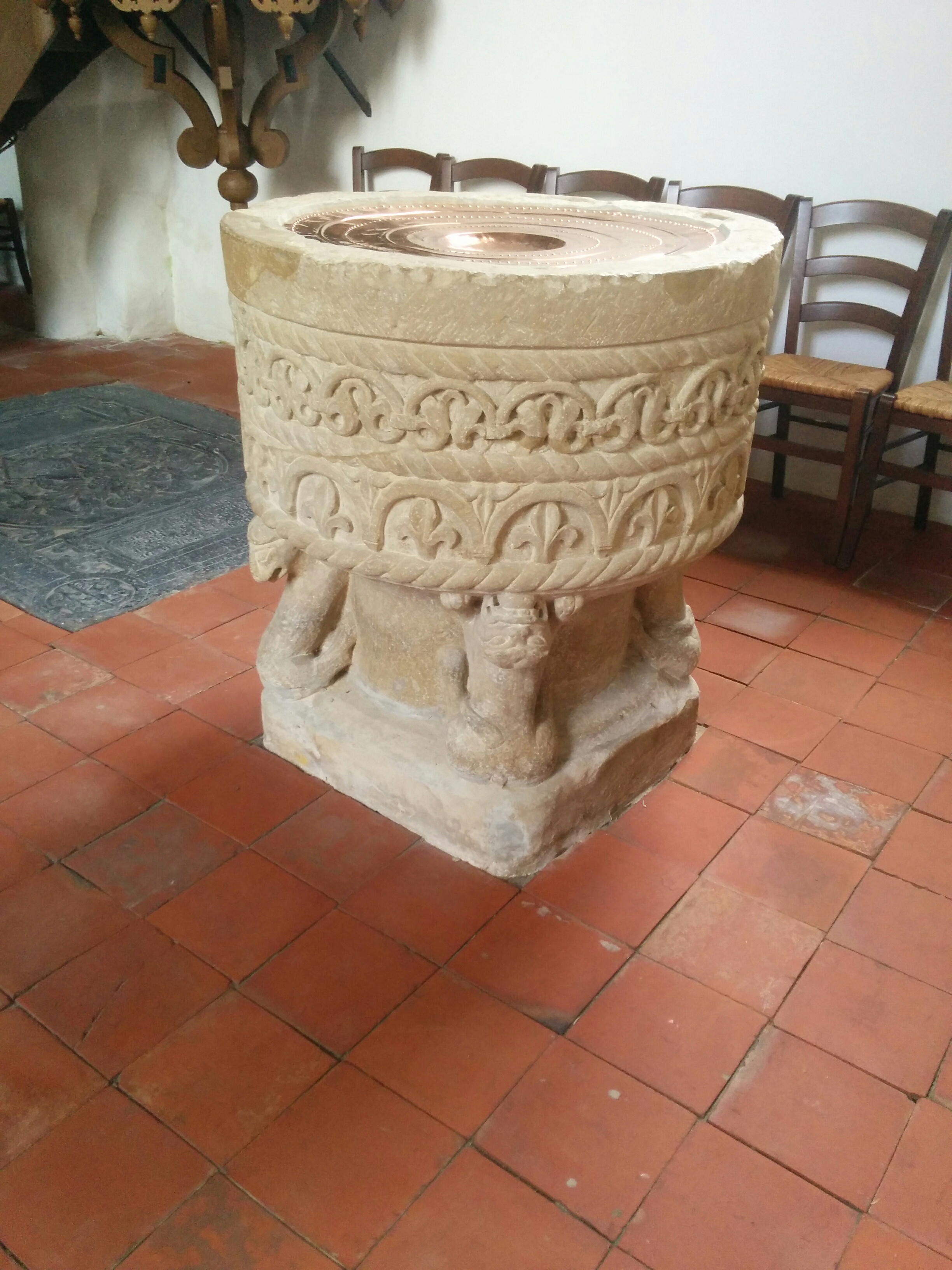
Romanischer Taufstein

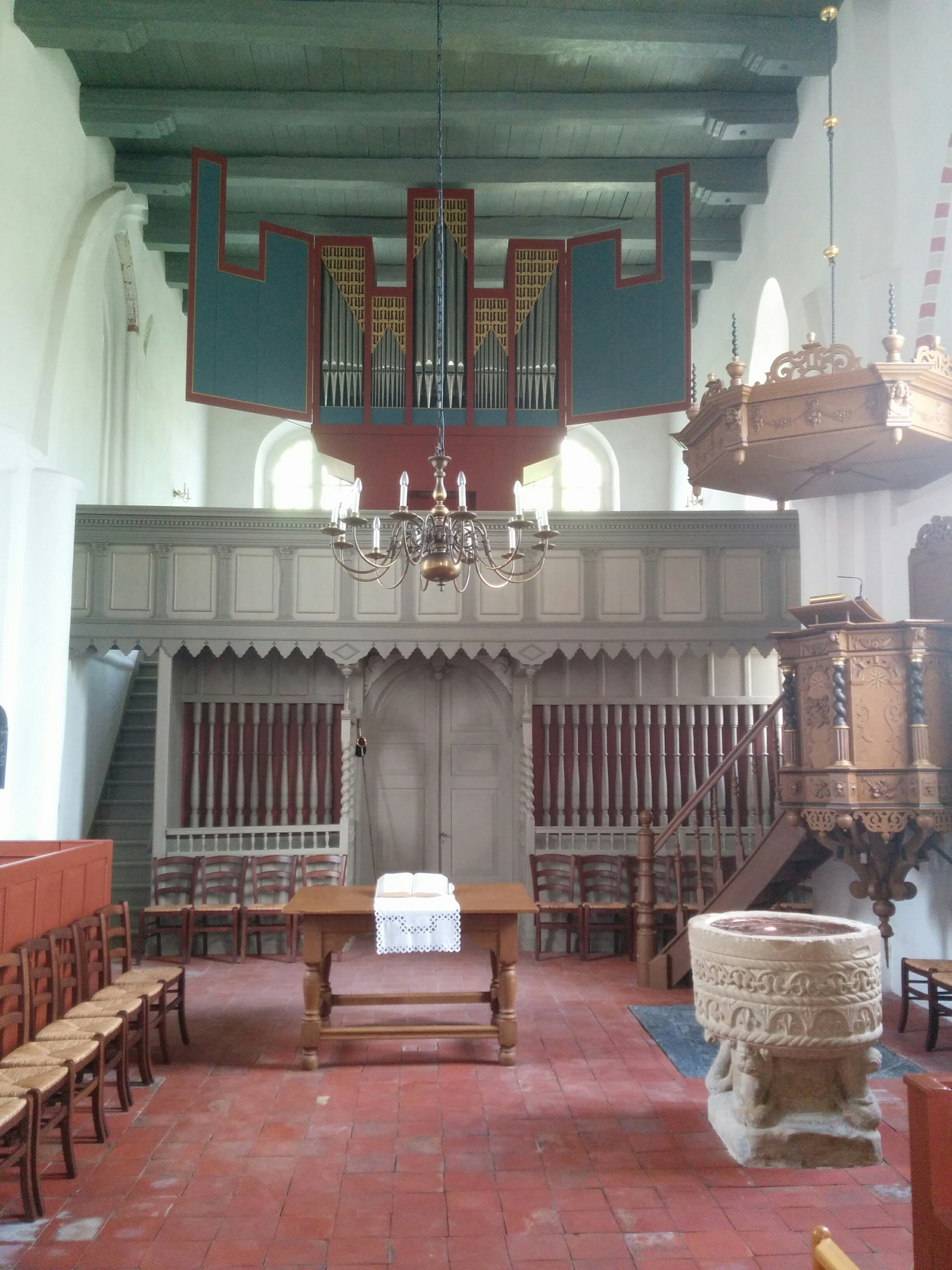
Innenausstattung Richtung Osten

Der Innenraum wird von einer flachen Holzbalkendecke abgeschlossen. Seit der Barockzeit wird der Chorraum durch eine Steinmauer abgetrennt, die nach vorne mit einer Holzwand verkleidet ist, die mit Gitterstäben und gedrehten Säulen verziert ist. Die Abtrennung dient zugleich als Orgelempore. Im Bereich über der Chorabtrennung finden sich noch Reste der alten Deckenmalereien. Vor der Ostwand führt eine hölzerne Innentreppe auf den Dachboden.
Im liturgischen Bereich vor der heutigen Kanzel steht ein rundes romanisches Taufbecken (13. Jahrhundert) aus Baumberger Sandstein im Bentheimer Stil, das mit zwei Friesen verziert ist: Der untere ist ein Rundbogenfries mit Lilien, der obere Fries weist Rankwerk auf. Drei gedrehte Tauornamente grenzen die Friese ab. Das viereckige Fußstück weist an den Ecken vier Löwen auf, die das Becken tragen und deren Köpfe alle unterschiedlich gestaltet sind – einer von ihnen wird mit heraushängender Zunge dargestellt.
Der eichene Abendmahlstisch mit seinen schlanken Balusterbeinen stammt aus dem letzten Viertel des 17. Jahrhunderts. Zu den Vasa Sacra gehört ein Abendmahlsbecher, der 1586 von der Hatzumer Häuptlingsfamilie Isempt von Hatzum gestiftet wurde. Weiteres sakrales Gerät datiert von 1873. Das Kastengestühl mit seinen Gitterstäben stammt aus dem 18. Jahrhundert und weist das Wappen einer Häuptlingsfamilie auf. In der Kirche sind Grabplatten eingelassen, deren älteste aus dem Jahr 1505 stammt.
Die barocke Kanzel mit Schalldeckel an der Südwand datiert aus der zweiten Hälfte des 17. Jahrhunderts und geht vermutlich auf Meister Albert Frerichs zurück. Sie ist mit Intarsien, gedrehten Säulen und Schnitzwerk reich verziert.

## Orgel

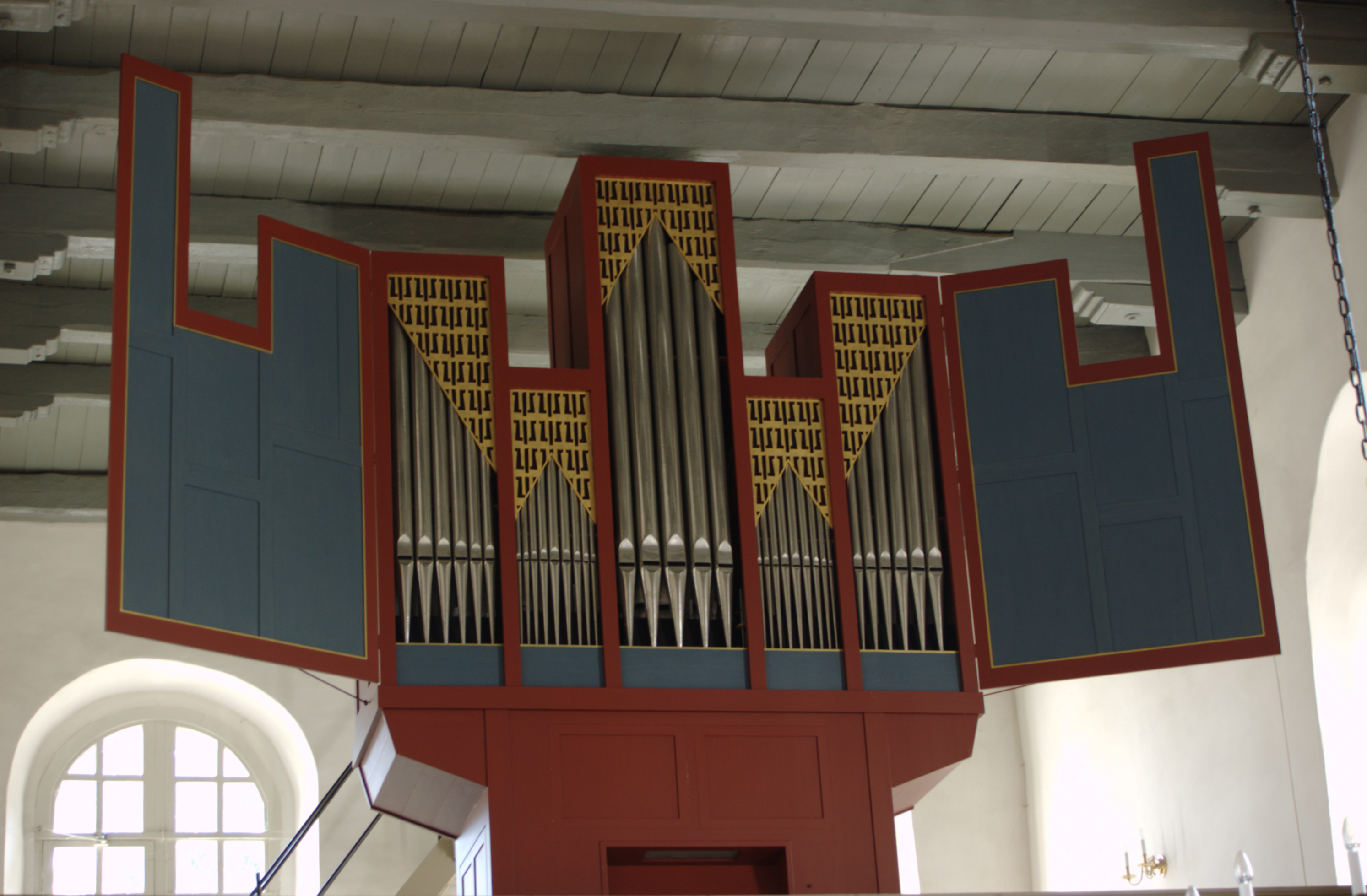
Ahrend & Brunzema-Orgel

Die Orgel wurde 1964 von Ahrend & Brunzema erbaut und verfügt über sieben Register auf einem Manual und angehängtem Pedal. Optisch charakteristisch sind ihre Flügeltüren, in klanglicher Hinsicht ihre mitteltönige Stimmung. Die farbliche Fassung geht auf das Jahr 2004 zurück, als die Orgel ihre heutige Stimmung erhielt. Das Werk ersetzt ein abgängiges Vorgängerinstrument von Johann Diepenbrock, der im Jahr 1890 eine erste Orgel im historisierenden Stil auf einem breiten Untergehäuse für die Hatzumer Kirche schuf. Die heutige Orgel hat folgende Disposition:
| I Manual C–f3 |            |    |
| 1.            | Praestant  | 8′ |
| 2.            | Gedackt    | 8′ |
| 3.            | Octave     | 4′ |
| 4.            | Rohrflöte  | 4′ |
| 5.            | Octave     | 2′ |
| 6.            | Mixtur III |    |
| 7.            | Trompete   | 8′ |

| Pedal C–d1 |           |
|            | angehängt |